# Audience Award (BAFTA)
L’Audience Award est une récompense cinématographique britannique décernée entre 1998 et 2005 par la British Academy of Film and Television Arts (BAFTA) lors de la cérémonie annuelle des British Academy Film Awards.
Votée par le public sur le site du sponsor officiel Orange, son nom officiel est Orange Film of the Year.

## Palmarès

### Années 1990
- 1998 : The Full Monty - Le Grand Jeu (The Full Monty)
- 1999 : Arnaques, Crimes et Botanique (Lock, Stock and Two Smoking Barrels)

### Années 2000
- 2000 : Coup de foudre à Notting Hill (Notting Hill)
- 2001 : Gladiator
- 2002 : Le Seigneur des anneaux : La Communauté de l'anneau (The Lord of the Rings: The Fellowship of the Ring)
- 2003 : Le Seigneur des anneaux : Les Deux Tours (The Lord of the Rings: The Two Towers)
- 2004 : Le Seigneur des anneaux : Le Retour du roi (The Lord of the Rings: The Return of the King)
- 2005 : Harry Potter et le Prisonnier d'Azkaban (Harry Potter and the Prisoner of Azkaban)